# Reforma Agraria, Guerrero
Reforma Agraria är en ort i Mexiko.   Den ligger i kommunen Técpan de Galeana och delstaten Guerrero, i den södra delen av landet, 300 km sydväst om huvudstaden Mexico City. Reforma Agraria ligger 15 meter över havet och antalet invånare är 125.
Terrängen runt Reforma Agraria är platt söderut, men norrut är den kuperad. Runt Reforma Agraria är det ganska glesbefolkat, med 22 invånare per kvadratkilometer. Närmaste större samhälle är Tecpan de Galeana, 10,8 km öster om Reforma Agraria. Omgivningarna runt Reforma Agraria är en mosaik av jordbruksmark och naturlig växtlighet.